# Turcja na Letnich Igrzyskach Olimpijskich 1924
Turcję na Letnich Igrzyskach Olimpijskich 1924 reprezentowało 22 zawodników, tylko mężczyzn.

## Reprezentanci

### Lekkoatletyka
- Rauf Hasağası
  - Bieg na 100 m – odpadł w eliminacjach

- Şekip Engineri
  - Bieg na 100 m – odpadł w eliminacjach

- Mohamed Burhan
  - Bieg na 200 m – odpadł w eliminacjach

- Ömer Besim Koşalay
  - Bieg na 800 m – odpadł w eliminacjach
  - Bieg na 1500 m – odpadł w eliminacjach

### Piłka nożna
- Nihat Bekdik, Kadri Göktulga, Alaattin Baydar, Nedim Kaleçi, Bedri Gürsoy, Ali Gençay, Zeki Rıza Sporel, Bekir Rafet, Cafer Çağatay, İsmet Uluğ, Mehmet Leblebi
  - 17. miejsce

### Podnoszenie ciężarów
- Cemal Erçman
  - Waga piórkowa – 14. miejsce

### Szermierka
- Fuat Balkan
- Szabla indywidualnie – odpadł w eliminacjach

### Zapasy
- Mazhar Çakin
  - Waga do 58 kg w stylu klasycznym – 17. miejsce

- Fuat Akbaş
  - Waga do 67,5 kg w stylu klasycznym – 20. miejsce

- Tayyar Yalaz
  - Waga do 75 kg w stylu klasycznym – 9. miejsce

- Dürü Sade
  - Waga do 75 kg w stylu klasycznym – 20. miejsce

- Seyfi Berksoy
  - Waga do 82,5 kg w stylu klasycznym – 12. miejsce